# Rijvaardigheid
Rijvaardigheid is de vaardigheid die nodig is voor het besturen van een voertuig. De term wordt voornamelijk in de verkeerswetgeving gebruikt.

## Eerste toetsing
In het algemeen wordt de rijvaardigheid minstens eenmaal getoetst, tenminste waar het om motorvoertuigen gaat: tijdens het rijexamen bij (in Nederland) het Centraal Bureau Rijvaardigheidsbewijzen. 
Bij de term "rijvaardigheid" spreekt de verkeerswetgeving over diverse categorieën van voertuigen: Motorvoertuigen, motorrijtuigen en andere voertuigen. 
Kort gezegd zitten de verschillen hierin: 
- Een motorvoertuig is elk gemotoriseerd voertuig dat niet over rails rijdt, behalve bromfietsen, snorfietsen, brommobielen, invalidenvoertuigen en segways.
- Een motorrijtuig is elk gemotoriseerd voertuig dat niet over rails rijdt, inclusief bromfietsen en invalidenvoertuigen.
- Overige voertuigen zijn alle ongemotoriseerde voertuigen, zoals fietsen, handwagens, getrokken wagens enz.

## Latere toetsing
Nadat een bestuurder zijn/haar rijbewijs heeft gehaald, kan nog twijfel aan de rijvaardigheid ontstaan, bijvoorbeeld wanneer door de politie een vreemde rijstijl of vreemd rijgedrag wordt geconstateerd, dat niet aan alcohol-, drugs-, of medicijngebruik toe te schrijven is. Er kan dan een nadere toetsing worden geëist, waarbij men in de eigen auto opnieuw moet "afrijden". 

## Invloeden op de rijvaardigheid

### Tijdelijke invloeden
De meeste bekende tijdelijke invloeden op de rijvaardigheid zijn alcohol-, drugs-, of medicijngebruik, maar ook vermoeidheid en elke vorm van afleiding heeft een invloed op de rijvaardigheid. Bekend is in dit verband telefoneren in de auto (handsfree of niet), maar ook gesprekken met passagiers, bediening van "speelgoed", zoals de stereo-installatie of de gps-navigatieapplicatie, afleiding door factoren buiten de auto of kinderen in de auto. Bovendien zijn er tijdelijke "handicaps", die veelal worden onderschat, zoals het rijden met een afgeplakt oog of een arm in het gips. Zie voor het medicijngebruik de externe link onderaan de pagina.

### Blijvende invloeden
Onder blijvende invloeden op de rijvaardigheid verstaat men alle "gebreken" die - vaak door leeftijd - ontstaan, zoals het verminderen van het gezichts- en gehoorvermogen, verminderd reactievermogen en motoriek. Tot op zekere hoogte zijn veel van deze problemen op te vangen, indien de bestuurder tenminste beseft dat ze bestaan. Wanneer een handicap de bediening van een voertuig onmogelijk maakt kan een aangepaste auto of zelfs motorfiets worden "aangemeten".

## Artikel 5 Wegenverkeerswet (kapstokartikel)
Het is eenieder verboden zich zodanig te gedragen dat gevaar op de weg wordt veroorzaakt of kan worden veroorzaakt of dat het verkeer op de weg wordt gehinderd of kan worden gehinderd.

### Uitleg
Dit artikel is zo algemeen gesteld, dat elke handeling die zelfs maar gevaar of hinder voor het verkeer zou kunnen opleveren er aan kan worden "opgehangen". Bij de handhaving van het artikel is het echter het meest praktisch wanneer dit gevaar daadwerkelijk en aantoonbaar is opgetreden.

## Artikel 8 Wegenverkeerswet

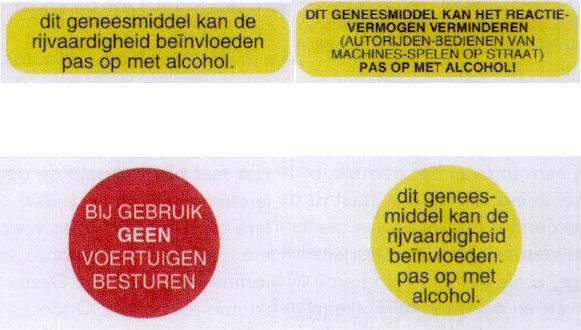
Weet of redelijkerwijs moet weten...

Dit artikel handelt specifiek over de invloed van bepaalde stoffen op de rijvaardigheid:
1. Het is eenieder verboden een voertuig te besturen of als bestuurder te doen besturen, terwijl hij verkeert onder zodanige invloed van een stof, waarvan hij weet of redelijkerwijs moet weten, dat het gebruik daarvan - al dan niet in combinatie met het gebruik van een andere stof - de rijvaardigheid kan verminderen, dat hij niet tot behoorlijk besturen in staat moet worden geacht.
2. Het is eenieder verboden een voertuig te besturen of als bestuurder te doen besturen na zodanig gebruik van alcoholhoudende drank, dat:
a. het alcoholgehalte van zijn adem bij een onderzoek hoger blijkt te zijn dan 220 microgram alcohol per liter uitgeademde lucht, dan wel
b. het alcoholgehalte van zijn bloed bij een onderzoek hoger blijkt te zijn dan een 0,5 milligram alcohol per milliliter bloed.
3. In afwijking van het tweede lid is het de bestuurder van een motorrijtuig voor het besturen waarvan een rijbewijs is vereist, indien sedert de datum waarop aan hem voor de eerste maal een rijbewijs is afgegeven nog geen vijf jaren zijn verstreken, dan wel, indien het voor het eerst afgegeven rijbewijs een rijbewijs betreft dat de bevoegdheid geeft tot het besturen van bromfietsen en dit rijbewijs is afgegeven aan een persoon die op het ogenblik van die afgifte de leeftijd van achttien jaren nog niet heeft bereikt, nog geen zeven jaar zijn verstreken, en de eerste afgifte van het rijbewijs op of na 30 maart 2002 heeft plaatsgevonden, verboden dat motorrijtuig te besturen of als bestuurder te doen besturen na zodanig gebruik van alcoholhoudende drank, dat:
a. het alcoholgehalte van zijn adem bij een onderzoek hoger blijkt te zijn dan 88 microgram alcohol per liter uitgeademde lucht, dan wel
b. het alcoholgehalte van zijn bloed bij een onderzoek hoger blijkt te zijn dan 0,2 milligram per milliliter bloed.
4. Het derde lid is van overeenkomstige toepassing op de bestuurder van een motorrijtuig die zonder rijbewijs een motorrijtuig bestuurt voor het besturen waarvan een rijbewijs vereist is.
5. Het is verboden een motorrijtuig als bestuurder te doen besturen door een persoon waarvan men weet of redelijkerwijs moet weten dat deze verkeert in een toestand als in het eerste, tweede of derde lid is omschreven.
6. Voor de toepassing van het derde lid wordt onder een rijbewijs mede verstaan een rijbewijs, afgegeven door het daartoe bevoegde gezag buiten Nederland.

### Uitleg
Lid 1: Verbiedt het besturen of (als rijinstructeur of rijexaminator) laten besturen van een voertuig terwijl men weet dat men onder invloed is van welke stof dan ook (zoals alcohol, drugs of medicijnen; echter die niet alleen). "Weet of redelijkerwijs moet weten" houdt in dat de politie ervan uitgaat dat men bekend is met deze invloed, hetzij omdat het algemeen bekend is, hetzij omdat het bij medicijnen door de arts is verteld, op de verpakking of in de bijsluiter staat.
Lid 2 en lid 3 gaan specifiek over alcoholgebruik en maken onderscheid tussen het besturen van rijbewijsplichtige- en andere voertuigen. Overtreding van deze leden zijn aantoonbaar en meetbaar door adem- en bloedproeven.
Lid 4 is voor bestuurders zonder rijbewijs, zoals leerling-bestuurders.
Lid 5 handelt ook weer over de rijinstructeurs en -examinatoren, maar nu over het laten rijden van een leerling die onder invloed is.
Lid 6 breidt de definitie "rijbewijs" uit tot Nederlandse- en andere rijbewijzen.